# 新民镇 (犍为县)
新民镇，是中华人民共和国四川省乐山市犍为县曾经下辖的一个镇。2019年12月，撤消新民镇，原新民镇中心村、红岩村、狮子村、农荣村、火箭村、天星村、刘家村所属行政区域划归铁炉镇管辖，原新民镇云谷村、雨台村、高洞村、五同村、观音村、金凤村、新云村所属行政区域为大兴镇的行政区域，将原新民镇麻柳场社区、板桥村、土坪村、新塘村、金田村、凉坪村、岩门村、胜利村、宫堂村、斑竹村、光华村、凉风村、马儿山村所属行政区域划归孝姑镇管辖。

## 行政区划
新民镇撤销前下辖以下地区：
麻柳场社区、板桥村、土坪村、新塘村、凉坪村、岩门村、刘家村、天星村、胜利村、宫堂村、斑竹村、金田村、光华村、高洞村、雨台村、云谷村、五同村、观音村、新云村、凉风村、金凤村、马儿山村、红岩村、中心村、农荣村、狮子村和火箭村。